# 1980 في الأرجنتين
فيما يلي قوائم الأحداث التي وقعت خلال عام 1980 في الأرجنتين.

## رياضة
- 13 يناير – جائزة الأرجنتين الكبرى 1980 الفائز آلان جونز.

## أفلام
من الأفلام التي صدرت هذه السنة في الأرجنتين:
- 1 يناير – باربرا من إخراج جينو لاندي.

## مواليد

### يناير
- 18 يناير – رودريغو دياز
- 26 يناير – ماكسيميليانو بيليرينو لاعب كرة قدم أرجنتيني.

### فبراير
- 10 فبراير – مارتن فاسالو أرجويلو لاعب كرة مضرب أرجنتيني.

### مارس
- 2 مارس – دييغو سيورسياري لاعب كرة سلة أرجنتيني.
- 19 مارس – خافيير لوبيز لاعب كرة قدم أرجنتيني.[1]
- 25 مارس – داميان أكرمان لاعب كرة قدم أرجنتيني.[2]
- 28 مارس – إغناسيو غونزاليس كينغ لاعب كرة مضرب أرجنتيني.

### أبريل
- 5 أبريل – دافيد شوكارو
- 9 أبريل – لوسيانو غاليتي لاعب كرة قدم أرجنتيني.[3]
- 23 أبريل – مارتن ليفا لاعب كرة سلة أرجنتيني.[4]
- 30 أبريل – لويس سكولا لاعب كرة سلة أرجنتيني.[4]

### يونيو
- 2 يونيو – إستيبان سولاري لاعب كرة قدم أرجنتيني.[5]
- 21 يونيو – فيديريكو كاميريتشس لاعب كرة سلة أرجنتيني.[4]
- 26 يونيو – فيديريكو فان لاك لاعب كرة سلة أرجنتيني.[4]
- 27 يونيو – هوغو كامبانيارو لاعب كرة قدم أرجنتيني.[6]

### يوليو
- 17 يوليو – خوسيه ساند لاعب كرة قدم أرجنتيني.[7]
- 22 يوليو – ماريانو نتاليو كاريرا ملاكم أرجنتيني.

### أغسطس
- 18 أغسطس – إستيبان كامبياسو لاعب كرة قدم أرجنتيني.[8]

### سبتمبر
- 7 سبتمبر – غابرييل ميليتو لاعب كرة قدم أرجنتيني.[9]

### أكتوبر
- 12 أكتوبر – سوليداد باستوروتي مغنية أرجنتينية.[10]

### نوفمبر
- 7 نوفمبر – سيرجيو بيرناردو ألميرون لاعب كرة قدم أرجنتيني.[11]
- 11 نوفمبر – مانويل بابلو غارسيا لاعب كرة قدم أرجنتيني.[12]
- 27 نوفمبر – هوغو غاراي ملاكم أرجنتيني.
- 28 نوفمبر – أدريان فرنانديز لاعب كرة قدم أرجنتيني.[13]

### ديسمبر
- 20 ديسمبر – مارتن ديميكيليس لاعب كرة قدم أرجنتيني.[14]
- 28 ديسمبر – دييغو خوانكويرا لاعب كرة مضرب أرجنتيني.

## وفيات

### يناير
- 17 يناير – نيلسون لوبيز (مواليد 1941) لاعب كرة قدم أرجنتيني.

### يونيو
- 5 يونيو – لويس ساندريني (مواليد 1905) ممثل أرجنتيني.

### أكتوبر
- 14 أكتوبر – أوسكار أليمان (مواليد 1909)[15]
- 25 أكتوبر – فيكتور غاليندز (مواليد 1948) ملاكم أرجنتيني.[16]

### ديسمبر
- 18 ديسمبر – هيكتور خوسيه كامبورا (مواليد 1909)